# درد فوق‌العاده
درد فوق‌العاده (انگلیسی: Superache) دومین آلبوم استودیویی خواننده و ترانه‌سرای آمریکایی کنن گری است که در ۲۴ ژوئن ۲۰۲۲ از طریق ریپابلیک رکوردز منتشر شد. این دنباله‌ای از اولین آلبوم گری، کیدکرو (۲۰۲۰) است. این آلبوم که گری از آن به‌عنوان گسترش دل شکستگی‌اش یاد می‌کند، به موضوعاتی مانند آسیب‌های دوران کودکی، سوءاستفاده، دوستی و عشق و همچنین تجربیات او در دوران رشد می‌پردازد.
پیش از درد فوق‌العاده، تک‌آهنگ‌های «ستاره‌شناسی»، «تماشای مردم»، «جیگسا»، «خاطرات» و «برای تو» منتشر شدند، در حالی که تک‌آهنگ‌های مستقل «بیش از حد» و «تله پات» به عنوان آهنگ‌های پاداش در نسخه ژاپنی گنجانده شدند. این اثر، به عنوان یک آلبوم پاپ توصیف شده‌است، که حاوی عناصری از رقص پاپ، سینت پاپ، و پاپ مستقل است. این آلبوم با تحسین منتقدان مواجه شد و اجرای آواز، ساختار، شعر صادقانه و سبک متفاوت گری را در مقایسه با نسخه قبلی خود ستودند. این آلبوم با فروش ۴۳٫۰۰۰ نسخه، در رتبه نهم بیلبورد ۲۰۰ ایالات متحده قرار گرفت و ۱۲ هفته در جدول ماند.